# Palaeochrysophanus argenteola
Palaeochrysophanus argenteola är en fjärilsart som beskrevs av Schultz 1905. Palaeochrysophanus argenteola ingår i släktet Palaeochrysophanus och familjen juvelvingar. Inga underarter finns listade i Catalogue of Life.